# Mine de Goldstrike
 (mars 2025).
La mine de Goldstrike est une mine à ciel ouvert et souterraine d'or située au Nevada. Elle appartient à Barrick Gold. C'est la plus grande mine d'or d'Amérique du Nord. Sa production a démarré en 1986.